# Colliguaja odorifera
Espèce
Colliguaja odorifera (nom commun en espagnol : coliguay, colligyay ou lechón) est une espèce de plantes à fleurs de la famille des Euphorbiaceae. C'est une plante de type lignotuber originaire du Nord et de la partie centrale du Chili.